# Công Lý (diễn viên)
Nguyễn Công Lý (sinh ngày 16 tháng 10 năm 1973), thường được biết đến với nghệ danh Công Lý, là một nam diễn viên kiêm nghệ sĩ hài người Việt Nam. Ông được biết đến nhiều nhất với các vai hài trong chương trình Gặp nhau cuối tuần và đặc biệt là vai diễn Bắc Đẩu trong Gặp nhau cuối năm.
Công Lý được nhà nước Việt Nam phong tặng danh hiệu Nghệ sĩ Nhân dân trong đợt phong tặng năm 2019 cho những cống hiến cho loại hình kịch nói.

## Sự nghiệp
Tốt nghiệp trung học phổ thông, Công Lý đứng trước nhiều sự lựa chọn nghề nghiệp. Ông đăng ký dự thi Trường Đại học Sân khấu và Điện ảnh Hà Nội đơn giản vì thích được xem phim. Ông chọn ngành diễn viên vì nghĩ nếu thi đậu vào trường, đồng nghĩa ông có thể tha hồ xem phim. Lúc ấy bản thân Công Lý cũng chưa hiểu rõ diễn viên là gì và phải làm những gì. Ông cũng không hiểu khái niệm tiểu phẩm là gì và diễn ra làm sao.
Ông rủ người bạn thân đăng ký cùng nhưng đến gần ngày thi người bạn đó đột ngột bỏ ngang. Và chính trong những ngày thi, ông mới bắt đầu biết nôm na khái niệm diễn viên là gì và phải làm những gì. Và nếu không có câu nói của nghệ sĩ Đức Đọc (thân phụ của NSƯT Chiều Xuân, nhạc phụ của nhạc sĩ Đỗ Hồng Quân): "Tôi thấy cậu này có khả năng làm diễn viên, tuy hình thức không thiện cảm lắm" thì chắc chắn ông đã bị trượt chỉ vì vẻ ngoài không được bắt mắt của mình.
Ba năm làm quen với nghề, ông về đầu quân cho Nhà hát kịch Hà Nội và trải qua thăng trầm trong nghề diễn. Dù gia đình không ai theo nghệ thuật nhưng ông lại may mắn có được sự ủng hộ hết mình từ phía cha mẹ.
Năm 2002, ông đóng một vai nhỏ trong phim Người Mỹ trầm lặng bên cạnh những diễn viên Hollywood như Michael Caine và Brendan Fraser.
Năm 2011, được Nhà nước Việt Nam phong tặng danh hiệu Nghệ sĩ ưu tú.
Năm 2018, được Sở Văn hóa và Thể thao Hà Nội đề nghị xét tặng danh hiệu Nghệ sĩ Nhân dân.
Năm 2019, chính thức được Nhà nước Việt Nam phong tặng danh hiệu Nghệ sĩ Nhân dân.
Năm 2020, được bổ nhiệm là Phó Giám đốc Nhà hát Kịch Hà Nội.

## Đời tư
Là một nghệ sĩ hài nổi tiếng, song Công Lý lại lận đận trong tình yêu và hôn nhân. Ông đã kết hôn 3 lần.

### Cuộc hôn nhân thứ nhất (không rõ ngày tháng)
Lê Thục Khuê là người vợ đầu tiên của Công Lý, hiện là biên tập viên của Ban Văn nghệ, Đài Truyền hình Việt Nam. Hai người có với nhau một con gái, tên Nguyễn Công Thục Anh (Kiến), sinh năm 2001. Nhưng sau đó hai người ly hôn. Sau khi ly hôn, họ vẫn giữ được mối quan hệ tốt, không có thù hằn cá nhân.

### Cuộc hôn nhân thứ hai (từ 2004 đến 2010)
Ngày 17 tháng 12 năm 2004, sau khi ly hôn người vợ đầu, Công Lý kết hôn với MC Thảo Vân sau hai năm tìm hiểu, đám cưới được tổ chức tại Lạng Sơn (quê của Thảo Vân) và Hà Nội. Sáng ngày 24 tháng 10 năm 2005, Thảo Vân sinh con trai đầu lòng nặng hơn 3 kg tại Bệnh viện C Hà Nội, được đặt tên Nguyễn Công Gia Bảo (Tít). Nhưng đến tháng 9 năm 2010, Công Lý lại ly hôn. Sau khi ly hôn, Tít sống cùng mẹ của mình, tuy vậy Thảo Vân vẫn giữ mối quan hệ tốt với Công Lý.

### Cuộc hôn nhân thứ ba (từ 2021 đến nay)
Từ năm 2016, Công Lý có một người bạn gái tên Ngọc Hà, là một nhà báo, sinh 1988, kém ông 15 tuổi. Từng trải qua 2 cuộc hôn nhân không hạnh phúc, nhưng Công Lý vẫn muốn kết hôn lần 3. Sau 5 năm yêu nhau, ông đã xác nhận tái hôn lần thứ 3 với bạn gái. Hai con riêng của Công Lý rất hiểu và tôn trọng quyết định này, muốn ông có một người bạn đời. Đám cưới diễn ra vào đầu năm 2021. Ngọc Hà làm việc trong lĩnh vực báo chí, đồng thời cũng là hậu phương vững chắc, hỗ trợ Công Lý trong công việc và xây dựng hình ảnh.

## Sức khỏe
Vào tháng 7 năm 2021, Công Lý bị đột quỵ tại nhà riêng khiến sức khoẻ bị ảnh hưởng nặng nề. Công Lý nhiều lần sang Nhật Bản điều trị. Hiện nay, ông đi lại khó khăn.

## Phim đã tham gia

### Phim truyền hình
| Năm  | Tác phẩm                                | Vai diễn                         | Đạo diễn                                 | Kênh       | Nguồn  |
| ---- | --------------------------------------- | -------------------------------- | ---------------------------------------- | ---------- | ------ |
| 1994 | Hoa ban đỏ                              | Được                             | Bạch Diệp - Trần Quốc Trọng - Phạm Huyền | VTV1       |        |
| 1995 | Ảo ảnh giữa đời thường                  |                                  | Trần Lực                                 | VTV1       | [ 12 ] |
| 1997 | Năm ngày làm thượng đế                  |                                  | Đỗ Trí Hùng                              | VTV3       |        |
| 1999 | Những người săn lùng cái đẹp            |                                  | Khải Hưng                                | VTV3       |        |
| 1999 | Dư âm hạnh phúc                         | Thành                            | Nguyễn Danh Dũng                         | VTV3       |        |
| 1999 | Tiếng xưa                               | Quang                            | Nguyễn Hữu Luyện                         | VTV3       |        |
| 2000 | Thám tử gặp may                         | Mạch                             | Trần Quốc Trọng                          | VTV3       |        |
| 2000 | Đồng quê xào xạc                        |                                  | Đặng Tất Bình - Phi Tiến Sơn             | VTV3       |        |
| 2000 | Giả sơn                                 |                                  | Vũ Hồng Sơn                              | VTV3       |        |
| 2000 | Làm mẹ                                  | Gã thanh niên                    | Trần Quốc Trọng                          | VTV1       |        |
| 2001 | Tivi về làng                            |                                  | Đặng Tất Bình                            | VTV1       |        |
| 2001 | Nhịp sống                               | Mạnh                             | Hữu Mười                                 | VTV3       |        |
| 2001 | Đoàn tụ (The Reunion)                   | Công an Hong Kong                | 卢燕金赖丽婷                             | MediaCorp  | [ 13 ] |
| 2001 | Khi người lính trở về                   |                                  | Cao Mạnh                                 | H1         |        |
| 2002 | Câu chuyện quanh trái bóng              | Nam                              | Trần Hoài Sơn                            | VTV3       |        |
| 2002 | Một chuyến vi hành                      |                                  | Lê Thành                                 | VTV3       |        |
| 2002 | Tôi đưa em sang sông                    |                                  | Nguyễn Hữu Luyện                         | VTV3       |        |
| 2002 | Cảnh sát hình sự: Cổ cồn trắng          |                                  | Trần Hoài Sơn                            | VTV3       |        |
| 2003 | Xuân Cồ Nhà hòa giải                    | Xuân Mai                         | Vũ Minh Trí                              | VTV1       |        |
| 2003 | Tìm mẹ                                  | Tiến                             | Vũ Minh Trí                              | VTV1       |        |
| 2003 | Súc sắc súc sẻ                          |                                  | Trần Hoài Sơn                            | VTV3       |        |
| 2003 | SEA Games của Xuân Cồ                   |                                  | Vũ Minh Trí                              | VTV1       |        |
| 2003 | Nữ phóng viên                           | Thành                            | Phạm Việt Đức                            | VTV3       |        |
| 2004 | Thế mới là cuộc đời                     |                                  | Trọng Trinh                              | VTV1       |        |
| 2005 | Ngôi nhà cổ tích                        |                                  | Nguyễn Khải Hưng                         | VTV1       |        |
| 2005 | Nắng trong mắt bão                      |                                  | Phạm Thanh Phong                         | H1         |        |
| 2006 | Cảnh sát hình sự: Lời sám hối muộn màng | Lân                              | Vũ Minh Trí                              | VTV1       |        |
| 2007 | Một thời đã sống                        | Thao                             | NSND Nguyễn Thanh Vân                    | HTV9       |        |
| 2008 | Xuân Cồ đánh ghen                       | Xuân Mai                         | Vũ Minh Trí                              | VTV1       |        |
| 2008 | Gió làng Kình                           | Khoái                            | Nguyễn Hữu Phần - Bùi Thọ Thịnh          | VTV1       |        |
| 2008 | Giọt gianh                              | Bân                              |                                          | VTV3       |        |
| 2008 | Bão khô                                 |                                  | Trần Vịnh                                | VTC        |        |
| 2009 | Yêu chạy                                |                                  | Vũ Minh Trí                              | VTV3       |        |
| 2009 | Bước nhảy xì tin                        | Côn Đồ                           | Vũ Trường Khoa                           | VTV3       |        |
| 2010 | Tết cháy osin                           |                                  | Đặng Tất Bình - Trịnh Lê Phong           | VTV1       |        |
| 2010 | Xuân Cồ bịt trống                       | Xuân Mai                         | Vũ Minh Trí                              | VTV3       |        |
| 2011 | Tháng củ mật                            | Công Lý                          | Nguyễn Danh Dũng                         | VTV1       |        |
| 2011 | Cảnh sát hình sự: Chỉ còn lại tình yêu  | Tân                              | Vũ Minh Trí                              | VTV1       |        |
| 2012 | Siêu thị tình yêu                       |                                  | Nguyễn Danh Dũng                         | Let's Viet |        |
| 2013 | Khi người đàn ông góa vợ bật khóc       | Lâm                              | Vũ Trường Khoa                           | VTV6       |        |
| 2014 | Heo may về qua phố                      |                                  | Nguyễn Danh Dũng                         | VTV3       |        |
| 2014 | Bão qua làng                            | Đận                              | Trần Quốc Trọng - Lê Mạnh                | VTV1       |        |
| 2015 | Bạch mã hoàng tử                        | Lâm                              | Vũ Minh Trí                              | VTV3       |        |
| 2015 | Ánh sáng cuối ngày                      | Hưng                             | Nguyễn Danh Dũng                         | VTV1, VTV4 |        |
| 2016 | Chiều ngang qua phố cũ                  | Tuyền                            | Trịnh Lê Phong                           | VTV1       |        |
| 2017 | Sống chung với mẹ chồng                 | Ông Bằng                         | Vũ Trường Khoa                           | VTV1       |        |
| 2018 | Tình khúc bạch dương                    | Đoàn                             | Vũ Trường Khoa                           | VTV1       |        |
| 2018 | Những cô gái trong thành phố            | Lâm đồ tể                        | Vũ Trường Khoa                           | VTV3       |        |
| 2019 | Mê cung                                 | Ông trùm ma túy Cường Lâm        | Nguyễn Khải Anh - Trần Trọng Khôi        | VTV3       |        |
| 2019 | Hoa hồng trên ngực trái                 | Ông Thông                        | Vũ Trường Khoa                           | VTV3       |        |
| 2020 | Hướng dương ngược nắng                  | Ông Vụ                           | Vũ Trường Khoa                           | VTV3       |        |
| 2021 | Hương vị tình thân                      | Ông Tuấn (bố nuôi Nam & bố Diệp) | Nguyễn Danh Dũng                         | VTV1       |        |
| 2022 | Chồng cũ, vợ cũ, người yêu cũ           | Bố Giang                         | Vũ Trường Khoa                           | VTV3       |        |
| 2023 | Dưới bóng cây hạnh phúc                 | Bố Tơ                            | Vũ Trường Khoa                           | VTV1       |        |
| 2023 | Gia đình mình vui bất thình lình        | Bố Phương                        | Nguyễn Đức Hiếu - Lê Đỗ Ngọc Linh        | VTV3       |        |
| 2024 | Trạm cứu hộ trái tim                    | Ông Thế                          | Vũ Trường Khoa                           | VTV3       |        |
| 2025 | Cha tôi, người ở lại                    | Ông nội Việt                     | Vũ Trường Khoa                           | VTV3       |        |

### Phim điện ảnh
| Năm  | Tác phẩm           | Vai diễn      | Đạo diễn        |
| ---- | ------------------ | ------------- | --------------- |
| 2002 | Người Mỹ trầm lặng | Lính Việt Nam | Phillip Noyce   |
| 2002 | Vua bãi rác        | Hòa           | Đỗ Minh Tuấn    |
| 2007 | Vũ điệu tử thần    | Thạch         | Bùi Tuấn Dũng   |
| 2011 | Tâm hồn mẹ         | Người đánh cá | Phạm Nhuệ Giang |

### Các vở kịch của Nhà hát đã tham gia
1. Ông không phải là bố tôi
2. Vùng lạnh
3. Điệp khúc Vi-rút
4. Tiếng đàn Vùng Mê Thảo
5. Tình sử ngàn năm
6. Mảnh đất lắm người nhiều ma
7. Điện thoại di động
8. Chùm hài: Cười ơi, Oái oăm đời...
9. Tháp đoạn hồn
10. v...v...

### Các tác phẩm điện ảnh, truyền hình đã tham gia
1. Phim hài Tết "Chân dài lắm chiêu 2 – Mộng đổi đời" (đạo diễn Mai Long), "Giời rụng" ...
2. Ơn giời cậu đây rồi! (Trưởng phòng) (mùa 1, mùa 2)
3. Đại gia chân đất (đạo diễn: Bình Trọng)
4. Thầy dởm (đạo diễn: Phạm Đông Hồng)
5. Một ngày ở trần gian (đạo diễn: Phạm Đông Hồng)
6. Siêu nịnh (đạo diễn: Phạm Đông Hồng)
7. Gặp nhau cuối năm vai Bắc Đẩu
8. Enter (đạo diễn:Phạm Đông Hồng)
9. Cổ tích thời @
10. Cụ tổ hiền linh
11. Không hề biết giận
12. v...v...

## Giải thưởng
1. 2013: Bằng khen "Diễn viên có nhiều đóng góp cho thành công chương trình" - Chương trình "Gặp nhau cuối năm Táo quân" do Tổng Giám đốc Đài Truyền hình Việt Nam trao tặng
2. 2013: Giải Bạc Vở "Ông không phải là bố tôi" do Hội Nghệ sĩ Sân khấu Việt Nam trao tặng (vai ông Hỏa)
3. 2015: Huy chương Vàng dành cho vai diễn "Sừ" trong vở "Điệp khúc vi-rut" do Bộ VHTT&DL trao tặng
4. 2015: Huy chương Vàng vở diễn "Điệp khúc vi-rut" do Bộ VHTT&DL trao tặng
5. 2016: Giải "Diễn viên kịch nói xuất sắc nhất" - Giải thưởng Sân khấu năm 2016 do Hội Nghệ sỹ Sân khấu Việt Nam trao tặng dành cho vai diễn Ông Gio trong vở "Vùng lạnh"
6. Phim "Chiều ngang qua phố cũ" giành giải "Phim truyền hình nước ngoài hay nhất" ở Liên hoan truyền hình quốc tế Tokyo lần thứ 11. Liên hoan phim truyền hình quốc tế Tokyo (International Drama Festival in Tokyo) là giải thưởng thường niên do Hiệp hội truyền hình Nhật Bản (JBA) và Đài truyền hình NHK tổ chức, lần đầu diễn ra hồi năm 2008. Ngoài tôn vinh các bộ phim, nghệ sĩ Nhật Bản, liên hoan dành một hạng mục cho tác phẩm nước ngoài. Lần đầu tiên Việt Nam có tác phẩm đoạt giải.
7. 2017: Giải "Nam diễn viên phụ xuất sắc" vai Tuyền trong phim "Chiều ngang qua phố cũ" tại Lễ trao giải Cánh diều Vàng
8. 2023: Bằng khen do Tổng Giám đốc Đài Truyền hình Việt Nam trao tặng